# Sant Fost de Campsentelles
Sant Fost de Campsentelles – gmina w Hiszpanii, w prowincji Barcelona, w Katalonii, o powierzchni 13,2 km². W 2011 roku gmina liczyła 8441 mieszkańców.